# Malik Riaz Hussain
Malik Riaz Hussain (* 8. Februar 1954 in Sialkot) ist ein pakistanischer Geschäftsmann, Investor und Milliardär. Er ist Gründer und Vorsitzender von Bahria Town, dem größten Immobilienunternehmen in Asien. Riaz ist derzeit der 7. Zusätzlich zu seiner Karriere als Geschäftsmann und Immobilienmagnat wird er weithin als einer der prominentesten Philanthropen des Landes anerkannt, da er zahlreiche wohltätige Initiativen in ganz Pakistan unterstützt hat.

## Leben
Malik Hussain ist der Sohn eines Unternehmers. Er brach seine Schulbildung ab, um beim Familienunternehmen tätig zu werden und fand anschließend eine Anstellung als Büroangestellter bei den Pakistan Military Services. Nebenbei arbeitete er als Maler. Anschließend war er beim Militär tätig. Im Jahr 1995 gründete Riaz sein eigenes Bauunternehmen unter dem Namen Hussain Global. Im selben Jahr unterzeichnete sein Unternehmen ein Abkommen mit dem karitativen Trust der pakistanischen Marine, um eine geschlossene Wohnanlage für die pakistanische Marine zu errichten. Die Navy verkaufte ihre Anteile 2000 an Riaz, der jedoch wegen Verstoß gegen Geschäftsbedingungen durch die Navy verklagt wurde. Er gewann den Prozess gegen die Navy jedoch. Malik Riaz Hussain weitete sein Unternehmen unter dem Namen Bahria Town massiv aus. Er durfte sein Unternehmen nach einem Urteil vom Obersten Gerichtshof Pakistans nicht Bahria nennen. Der Führungsstil von Riaz gilt als relativ liberal. Bahria Town betreibt in Karatschi, Islamabad und Murree sogenannte Gated Communities.

## Kontroverse
Malik Riaz Hussain wird dafür kritisiert, hochrangige Unternehmer für seine Zwecke zu bestechen. Die Anti-Korruptionsbehörde, NAB, geht davon aus, dass die Grundstücke für den Bau von Gated Communities durch Bahria Town auf illegale Weise erworben wurden. Ein weiterer Kritikpunkt an Hussain ist, dass er über eine gute Beziehung zum Militär verfügt. Das Militär soll ihm beim Aufbau seines Imperiums unterstützt haben. Es wird angenommen, dass führende Offiziere, Bürokraten und Anwälte durch Hussain bestochen werden. Der Sohn von Malik Hussain, Ahmed Ali Riaz, wurde 2016 in den Panama Papers genannt. Die britische Justiz beschlagnahmte 2019 über 190 Millionen £, die aus illegalen Quellen stammen sollen.